# WAV
A WAV-formátum digitális audióállományok egyik adatformátuma. Bár a WAV formátum támogatja a tömörítést, általában nem tömörítve tárolja az audioadatokat, szemben az MP3 és más adatformátumokkal.
A WAV formátumot (pontos neve: RIFF WAVE) a Microsoft definiálta a Windows operációs rendszer számára "Resource Interchange Format" (RIFF) néven.
Egy Wav állományban három adatblokk van, ún. chunkok (részek) a következő adatokkal:
- A Riff-rész az állományt azonosítja, mint WAV állományt.
- A formátum-rész néhány jellemzőt tárol, mint a mintavételezési gyakoriságot.
- A data-részben a tényleges adatok vannak.

## Mi egy audio-állomány?
Audio állományok egy hang digitalizált formái, tehát egy rezgés diszkrét hordozói. Egy adott időpontban a rezgés amplitúdóját jelenti egy adat.
A fölvett hang minősége két értéktől függ főleg: 
- A mintavételi frekvenciától (milyen gyakran veszünk mintát?)
- a mintában levő bitek számától (az amplitúdó ilyen értékeket vehet fel).

## Egy általánosan olvasható WAV-formátum adatai
- átvéve a http://www.lightlink.com/tjweber/StripWav/Canon.html Archiválva 2004. december 4-i dátummal a Wayback Machine-ben oldalról

A Riff fejléccel kezdődik:
| Offset | Méret (byte) | Tartalom                                          |
| ------ | ------------ | ------------------------------------------------- |
| 0      | 4            | 'RIFF'                                            |
| 4      | 4            | állomány hossza - fmt + adat rész mérete byte-ban |
| 8      | 4            | 'WAVE'                                            |

A fmt-rész a minta formátumát írja le:
| Offset | Méret (byte) | Tartalom                                                                                                  |
| ------ | ------------ | --- |
| 12     | 4            | 'fmt ' |
| 16     | 4            | 0x00000010 - fmt adatok hossza (16, 18 vagy 40 byte)                                                      |
| 20     | 2            | 0x0001 - Formátum mutató: 1->PCM                                                                          |
| 22     | 2            | <channels> - Csatornák száma: 1->mono, 2->sztereo                                                         |
| 24     | 4            | <sample rate> - Egy csatornán vett mintavételek száma másodpercenként például: 48000, 44100, 22050, 11025 |
| 28     | 4            | <bytes/second> - Mintavételi arány * <block align>                                                        |
| 32     | 2            | <block align> - Egy adatblokk mérete bájtban (<channels> * <bits/sample> / 8)                             |
| 34     | 2            | <bits/sample> - Egy mintavett jel mérete bitekben: 8->8 bites, 16->16 bites mintavétel                    |

Az adat-részben a mintaadatok vannak:
| Offset | Méret (byte) | Tartalom         |
| ------ | ------------ | ---------------- |
| 36     | 4            | 'data'           |
| 40     | 4            | adatblokk hossza |
| 44     |              | adatok           |